# Симон Майер
Симон Майер (на френски: Simone Mayer), моминско име Блох, е френска лекарка. Тя е професор по хематология в Страсбург в Медицински факултет и директор на Регионалния трансфузионен център „Блът“ (на английски: Blood – „Кръв“) в Страсбург.

## Биография
Симон Майер е родена в Мец, Мозел на 18 май 1920 г. Тя получава бакалавърска степен през 1938 г., след това се записва в Медицинския факултет на Страсбург.
Омъжва се за професор Джордж Майер през 1951 г. Двойката има две деца: син (р. 1954 г.) и дъщеря (р. 1955 г.).
След приноса ѝ към работата на професор Робер Витс (Robert Waitz) върху костния мозък, както и за професор Жан Досе (носител на Нобелова награда за физиология или медицина) на левкоцитни групи, през 1976 г. Симон поема мястото на проф. Витс.
Симон Майер умира на 6 октомври 2006 г. в Страсбург.

## Работа и проучвания
Едно от най-важните ѝ проучвания е върху лимфоцити през 1980 – 1981 г. в Елзас, свързано със значително намалени опасности от ХИВ СПИН при кръвопреливане.

### Автор
- „На 11 оксистероиди“ 1951 г.[1]
- „Кръвопреливането“ 1958 г.[2]

### Директор на изследванията
- Биологичен мониторинг по време на лечение с витамин K антикоагулант 1981 г. [3]
- Имунизация на човешки левкоцитен антиген HLA-A от майката към плода, B, C, DR и антиендотелни клетки. Антитела на майката минавайки към детето. 1982 г.[4]

### Директор на дисертацията
- Функциите на неутрофилите: Изследване на остра левкемия в ремиссия 1974 г.
- Проучване на системата за Човешки левкоцитен антиген HLA на семейство с остра интермитентна порфирия 1978 г.
- Принос към изучаването на анти-HLA имунизация в хемодиализа 1978 г.
- Култура на гранулоцити стволови клетки при хората 1978 г.
- Придобитата апластична анемия при възрастни 1979 г.
- Фактор В пропердин 1979 г.
- Изследвания върху имунното поведение на трисомил 21 1979 г.
- Аномалии на еозинофилното потекло 1980 г.
- Наследствена недостатъчност на компонента на комплемента C2 1981 г.
- Тетанус и неговата превенция 1982 г. [5]

### Други
- „Мембранни маркери, кариотипни аномалии, ултрастурктура и функционални свойства на клетките в случай на“ D-клетка „хронична лимфоцитна левкемия“
- „Имуномодулация с диетилдитиокарбамат при пациенти със СПИН-свързан комплекс“
- „Намалено мембрана течливост на Т-лимфоцити от нелекувани пациенти с болестта на Ходжкин“

## Признания
- Орден на Почетния легион
- Академичните палми
- Кръст за заслуги